# إف في510 واريور

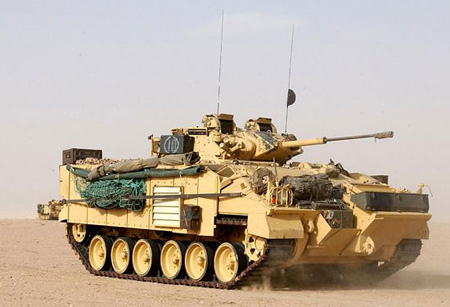
مدرعة واريور

أف في 510 واريور (بالإنجليزية: FV510 Warrior)‏ مركبة مشاة قتالية بريطانية من تصميم شركة GKN البريطانية، يبلغ وزن المدرعة 25.4 طن، زودت بمحرك 550 حصان يعطي سرعة قصوى تبلغ 75 كم بالساعة ومدى يصل إلى 660 كم، يتألف الطاقم من 3 أفراد هم آمر وسائق ومدفعي إضافة لسعة استيعابية ل7 أفراد، زودت الواريور بمدفع عيار 30 ملم ورشاش آلي عيار 7.62 بينما تحمل الفئة ديزرت واريور صواريخ موجهة مضادة للدروع.
انتج من الأف في 510 وايور 789 مركبة للمملكة المتحدة و 254 للكويت تحت الفئة التصديرية ديزرت واريور المعدة للتكيف مع الظروف الصحراوية.

## الخدمة
- المملكة المتحدة - تلقى الجيش البريطاني 789 مركبة بين عامي 1987 و 1995.

- الكويت - حصل الجيش الكويتي بين عامي 1995 و 1997 على 254 مركبة وأطلق على هذه المركبات "محاربي الصحراء".[4]

## مراجع

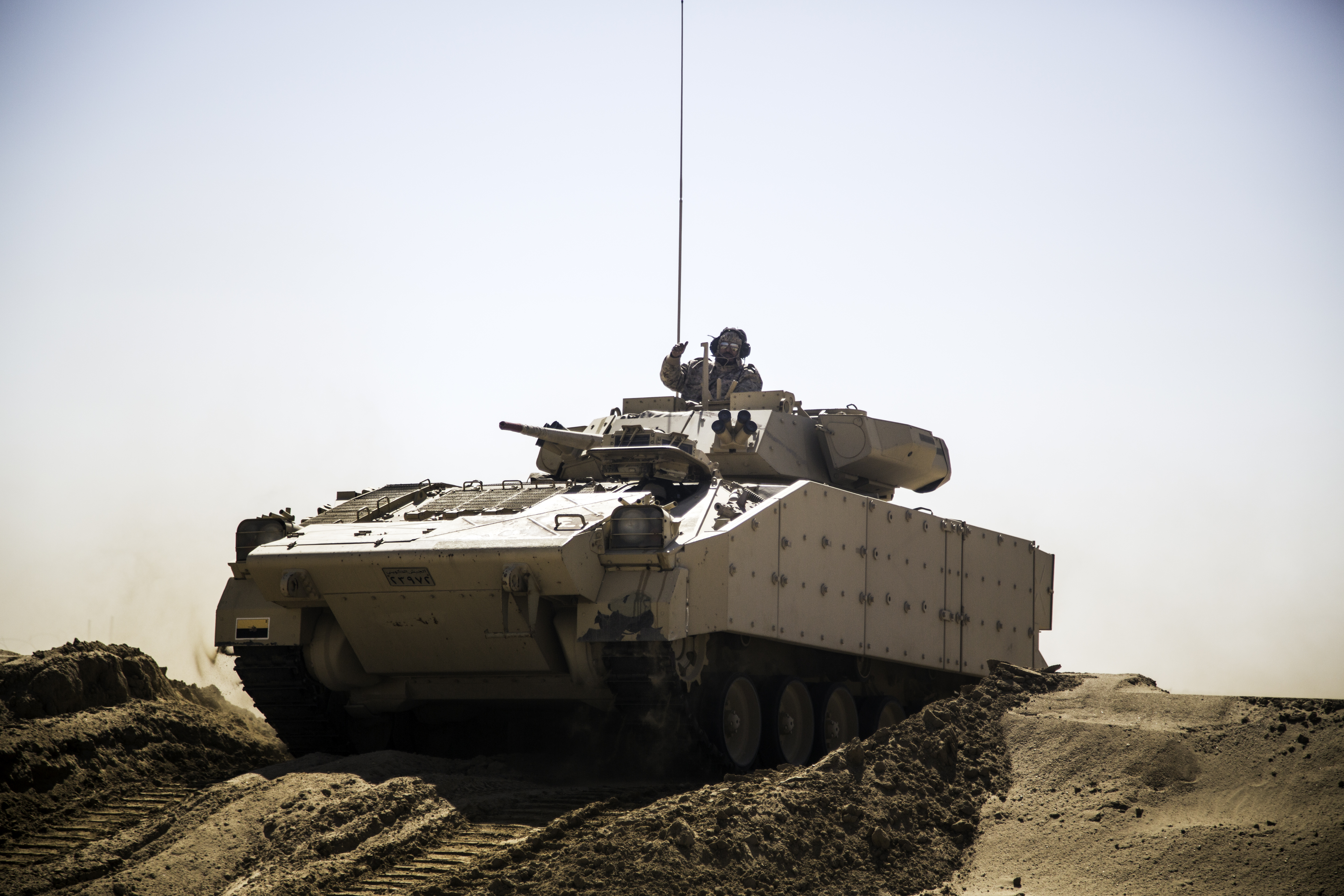
مركبة محارب الصحراء بالكويت 2014.